# Bahnhof Hamburg-Ottensen
Der Bahnhof Hamburg-Ottensen ist ein Haltepunkt der S-Bahn Hamburg im Hamburger Stadtteil Bahrenfeld. Es verkehrt dort die Linie S1.

## Geschichte
Der Bahnhof liegt auf Höhe der beiden nicht mehr existenten Übergabestationen Borselstraße I und II der ehemaligen Ottensener Industriebahn, die im Rollbockverkehr betrieben wurde. Der heutige westliche Zugang zur Gaußstraße führt über das Gelände der südlichen dieser Stationen (Borselstraße I).
Im Jahr 2019 begann der Bau der 70. Station im S-Bahn-Netz, sie wurde am 31. Mai 2023 eröffnet. Mit Hamburg-Ottensen wird ein dicht bewohntes Gebiet an den Schienenverkehr angebunden, der Stadtteil hat ca. 35.000 Einwohner. Vor und während des Baus gelangte die Station durch jahrelange Verzögerungen in die Schlagzeilen. Auch erhöhten sich die Kosten von 27 auf fast 44 Millionen Euro. Einer der Gründe war die anliegende Straßenbrücke über die Bahrenfelder Straße. Sie musste aufwendig erneuert werden, und die Zeitverzögerungen führten – etwa durch Stahlkrise und den russischen Überfall auf die Ukraine – wiederum zu Kostensteigerungen. Zum Zeitpunkt der Eröffnung war die Fußgängerbrücke am Westausgang noch nicht fertig gebaut, die Station konnte zunächst nur durch den östlichen Ausgang betreten werden. Im Herbst 2023 wurde der westliche Ausgang eröffnet. Die Station ist die erste eines Hamburger Ausbauprogramms von insgesamt 36 Stationen in den kommenden Jahren.

## Lage
Der Bahnhof verfügt über einen 140 Meter langen Mittelbahnsteig sowie über zwei Zugänge, zur Bahrenfelder Straße im Osten und im Westen zur Thomasstraße und zur Gaußstraße. Der Haltepunkt ist mittels eines Fahrstuhls am östlichen Zugang barrierefrei zugänglich. 

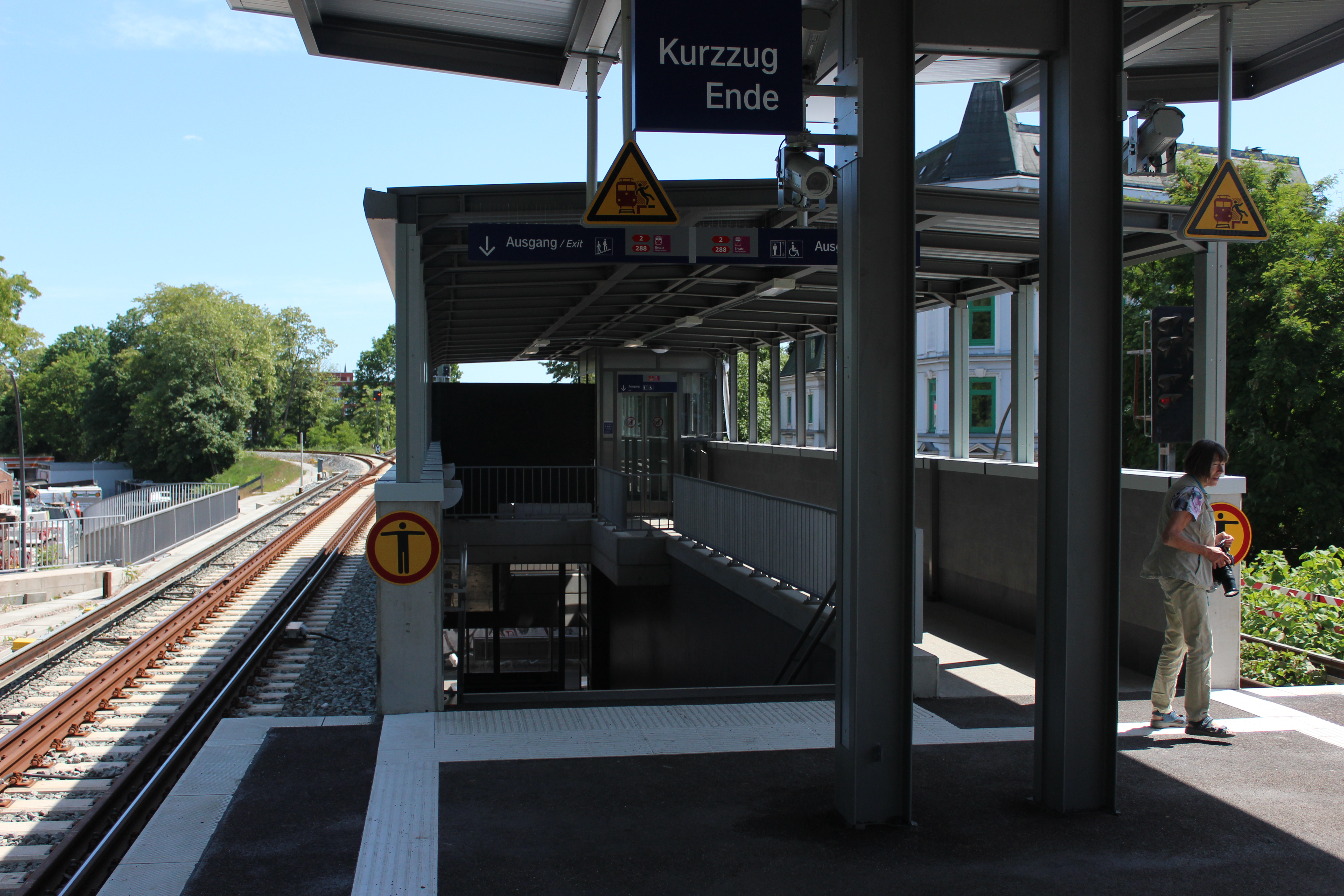
Westlicher Zugang zum Bahnhof.

## Verkehr
| Linie | Verlauf |
| ----- | --- |
| S 1   | Wedel – Rissen – Sülldorf – Iserbrook – Blankenese – Hochkamp – Klein Flottbek – Othmarschen – Bahrenfeld – Ottensen – Altona – Königstraße – Reeperbahn – Landungsbrücken – Stadthausbrücke – Jungfernstieg – Hauptbahnhof – Berliner Tor – Landwehr – Hasselbrook – Wandsbeker Chaussee – Friedrichsberg – Barmbek – Alte Wöhr (Stadtpark) – Rübenkamp – Ohlsdorf \ Streckenast Poppenbüttel – Kornweg (Klein Borstel) – Hoheneichen – Wellingsbüttel – Poppenbüttel / Streckenast Flughafen – Hamburg Airport (Flughafen) |

Die S1 fährt an der Haltestelle regulär im 10-Minuten-Takt und in der Hauptverkehrszeit im 5-Minuten-Takt. Bis zur Überarbeitung des S-Bahn-Liniennetzes am 10. Dezember 2023 hielt hier für einige Monate in der Hauptverkehrszeit auch die damalige S11.
Die Metrobuslinie 2 und die Stadtbuslinie 288 haben am Bahnhof eine Haltestelle:

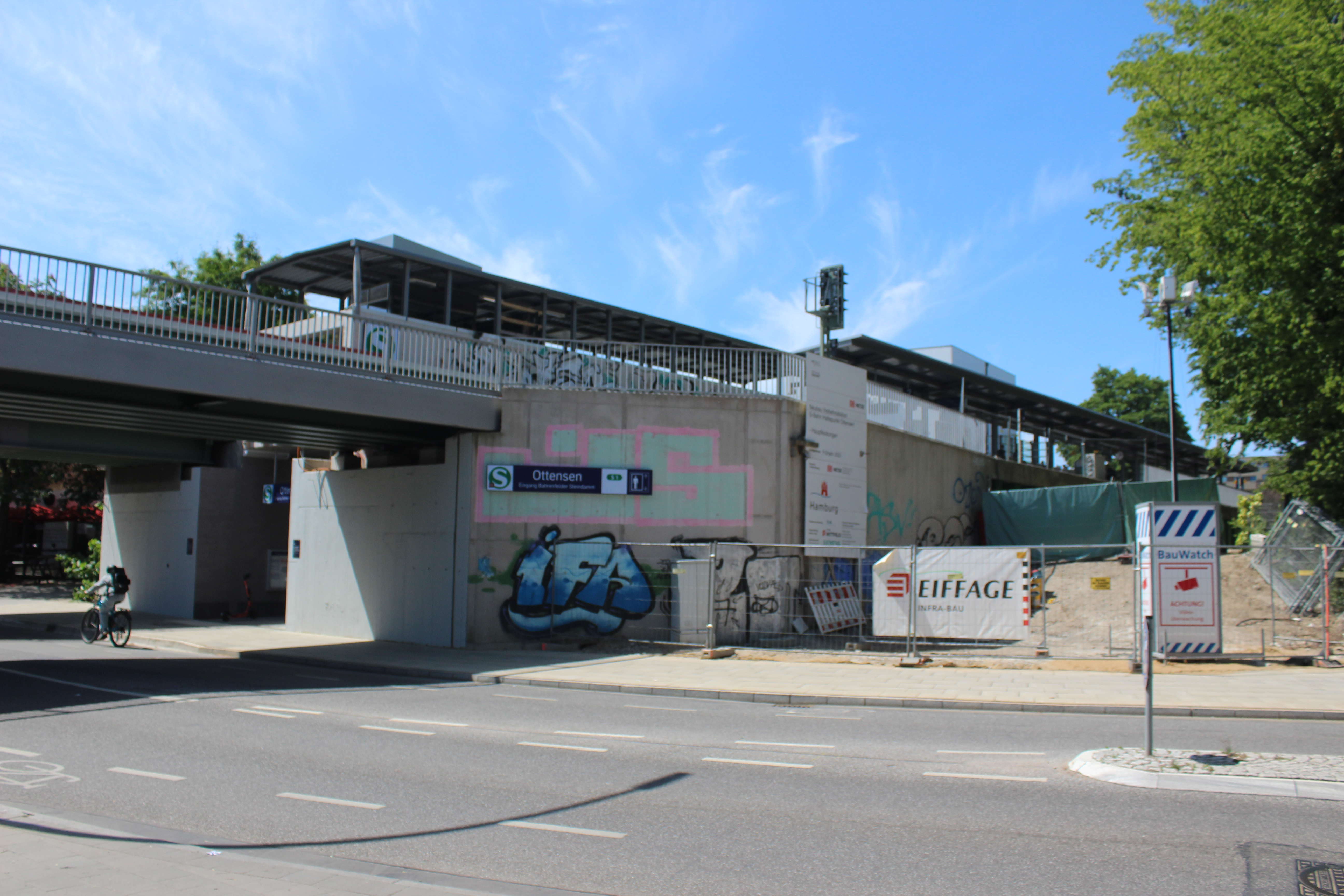
Der Bahnhof Hamburg-Ottensen im Juni 2023. Bereits eröffnet, aber noch nicht fertiggestellt.

| Linie | Verlauf |
| ----- | --- |
| 2     | Schenefeld, Achterndiek –/ Schenefeld Busbetriebshof – Dorfplatz – Schenefelder Platz – Lurup – Trabrennbahn Bahrenfeld – S Ottensen – Bf. Altona – Rathaus Altona – Fischmarkt – U S Landungsbrücken – U Baumwall – HafenCity, Am Sandtorkai – U Steinstr. – Hauptbahnhof/ZOB – U S Berliner Tor (nur in Richtung Schenefeld) |
| 288   | Pflegezentrum Lutherpark – S Ottensen – Bf. Altona |